# Centrolene lynchi
Centrolene lynchi és una espècie de granota que viu a Colòmbia i l'Equador.